# Henry Lawes (musicien)
Pour les articles homonymes, voir Henry Lawes.
Henry « Junjo » Lawes (né vers 1948 à Kingston en Jamaïque et mort le 14 juin 1999 à Londres au Royaume-Uni), est un producteur de reggae, très influent de la fin des années 1970 au milieu des années 1980. Il travailla entre autres avec Barrington Levy, Scientist, Don Carlos, Frankie Paul, Yellowman, John Holt... Il est assassiné le 14 juin 1999 à Londres, à ce jour son meurtre n'a toujours pas été élucidé.

## Discographie sélective
- 1982 : Junjo presents A Live Session with Aces International
- 1982 : John Holt - Sweetie Come Brush Me
- 1983 : Junjo presents Two Big Sounds
- 1984 : Barrington Levy meets Frankie Paul
- 1984 : Cocoa Tea - Weh Dem a Go Do... Can't Stop Cocoa Tea
- 1984 : Frankie Paul - Hot Number
- 1985 : Charlie Chaplin - Dancehall Rockers

### Posthume
- 2000 :  Hommage : Roots Radics & Bravo - Dub Fi Junjo
- 2002 : The Biggest Dancehall Anthems 1979-1982
- 2007 : Greensleeves 12" Rulers 1979-83